# (27673) 1980 UN1
(27673) 1980 UN1 est un astéroïde de la ceinture principale d'astéroïdes découvert en 1980.

## Description
(27673) 1980 UN1 a été découvert le 31 octobre 1980 à l'observatoire Palomar, situé au nord de San Diego en Californie, par Schelte J. Bus.

### Caractéristiques orbitales
L'orbite de cet astéroïde est caractérisée par un demi-grand axe de 2,61 UA, un périhélie de 1,99 UA, une excentricité de 0,24 et une inclinaison de 2,50° par rapport à l'écliptique. Du fait de ces caractéristiques, à savoir un demi-grand axe compris entre 2 et 3,2 UA et un périhélie supérieur à 1,666 UA, il est classé, selon la JPL Small-Body Database, comme objet de la ceinture principale d'astéroïdes.

### Caractéristiques physiques
(27673) 1980 UN1 a une magnitude absolue (H) de 15,0 et un albédo estimé à 0,057.